# Ciudad Perdida
Ciudad Perdida (spanyol nevének jelentése: „elveszett város”) egy 8–9. századi alapítású indián város maradványa, régészeti lelőhely Kolumbia északi részén. Eredeti neve Teyuna volt. Jelenleg 169 épület alapzata van feltárva 3000 m²-en, ez mintegy negyede a település egykori kiterjedésének.

## Elhelyezkedése
A romváros Kolumbia északi részén, Magdalena megye területén fekszik a Sierra Nevada de Santa Marta hegység északnyugati lejtőjén, mintegy 1100 méteres tengerszint feletti magasságban. A Buritaca folyó völgyéből körülbelül 1200, mohával benőtt kőlépcsőfok vezet fel a romokhoz.

## Története
A várost a tairona indiánok alapították i. sz. 800 körül Teyuna néven. A környék kisebb településeiből álló hálózat központi városa volt, becslések szerint fénykorában 4000–10 000 lakója lehetett. A hegyvidék özönvízszerű esőinek pusztítása ellen hidak és vízelvezető rendszerek kiépítésével tudtak védekezni. Teyuna valószínűleg a spanyol hódítók megérkezésekor pusztult el, többek között az Európából behurcolt betegségek miatt is.
A romok ezután évszázadokig ismeretlenek voltak, csak 1972-ben bukkant rájuk néhány madárvadász, akik felnyitották a régi sírokat, és elrabolták a talált aranyat. A felfedezés híre ezután lassan terjedni kezdett, mígnem 1975-ben a kolumbiai kormány is közbeavatkozott. A hivatalos feltárások ezután kezdődtek meg, és máig sem fejeződtek be: az egykori város nagy területét még ma is érintetlen vadon borítja.

## Képek

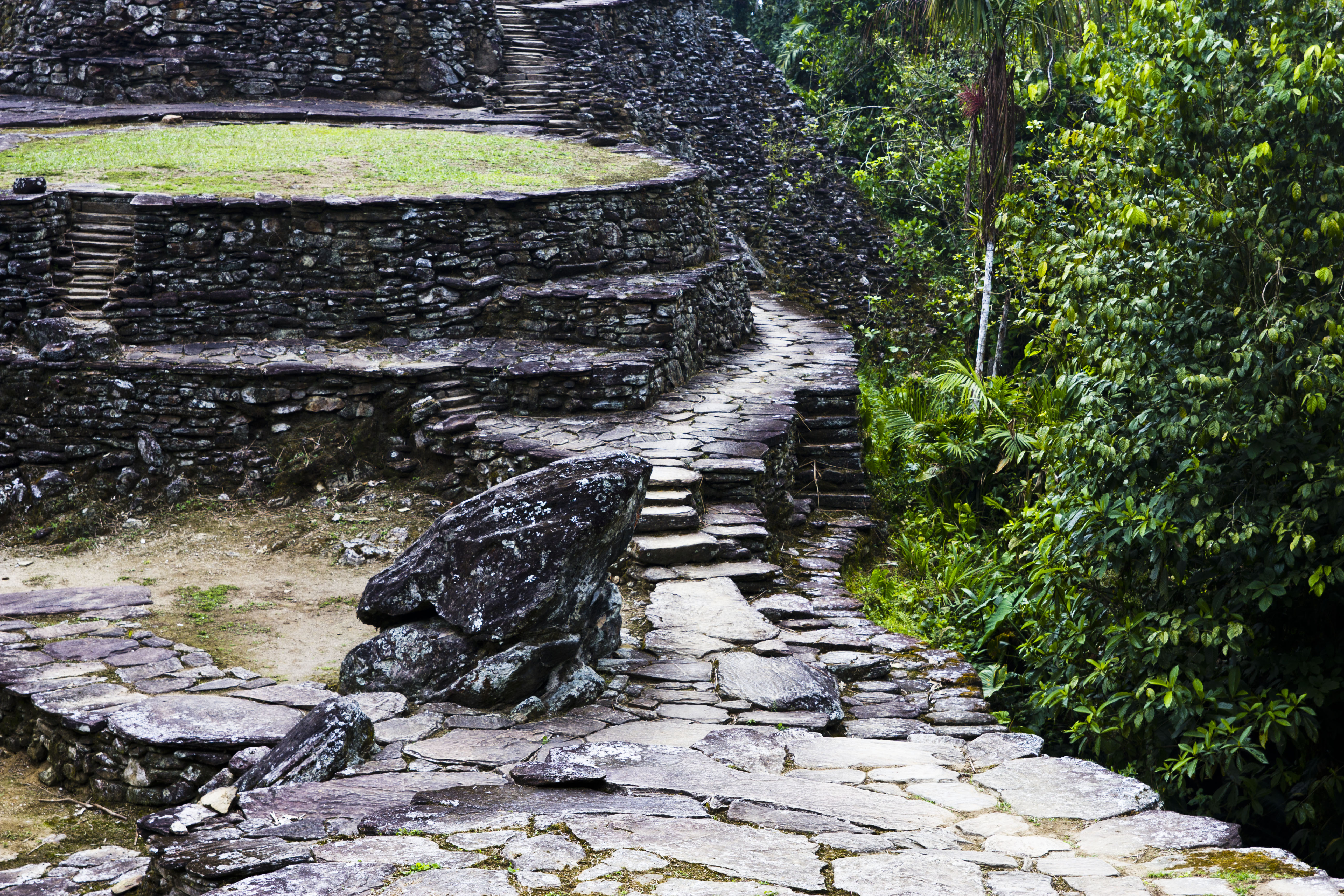
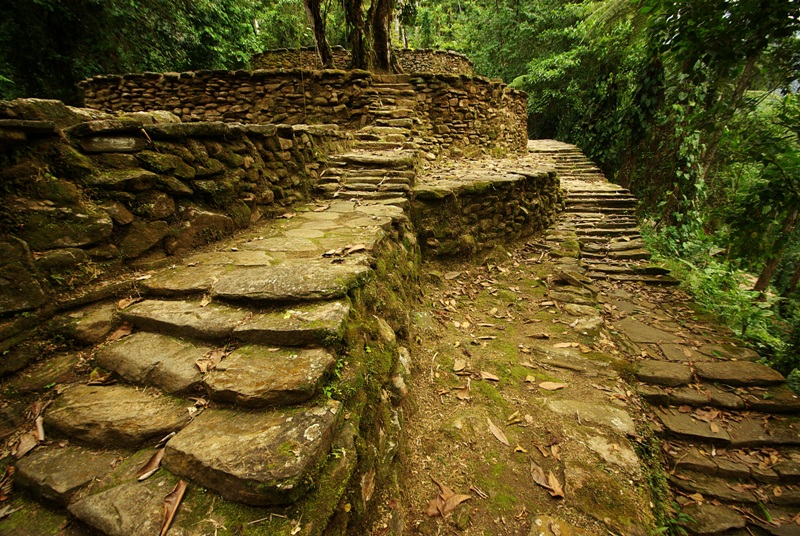
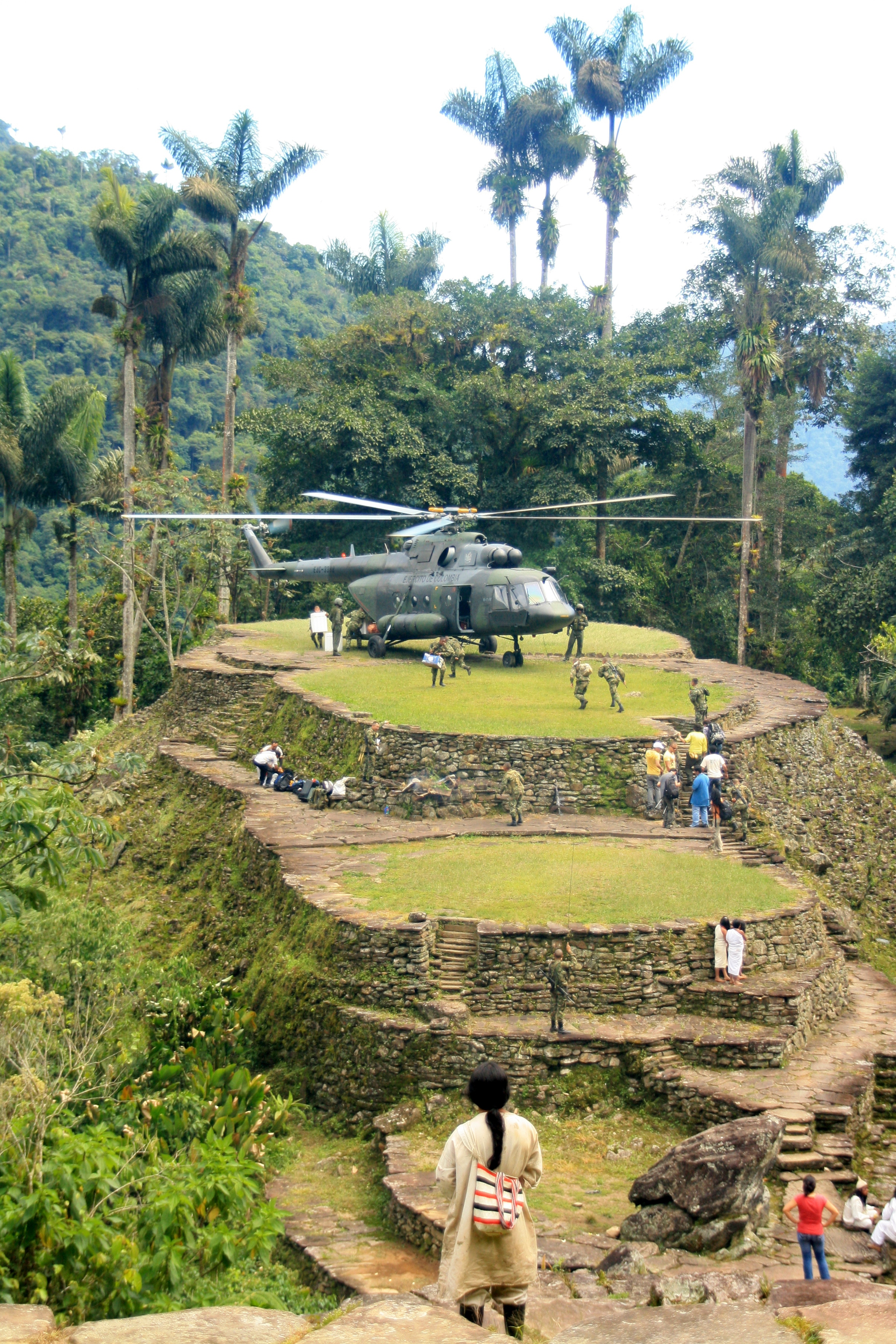
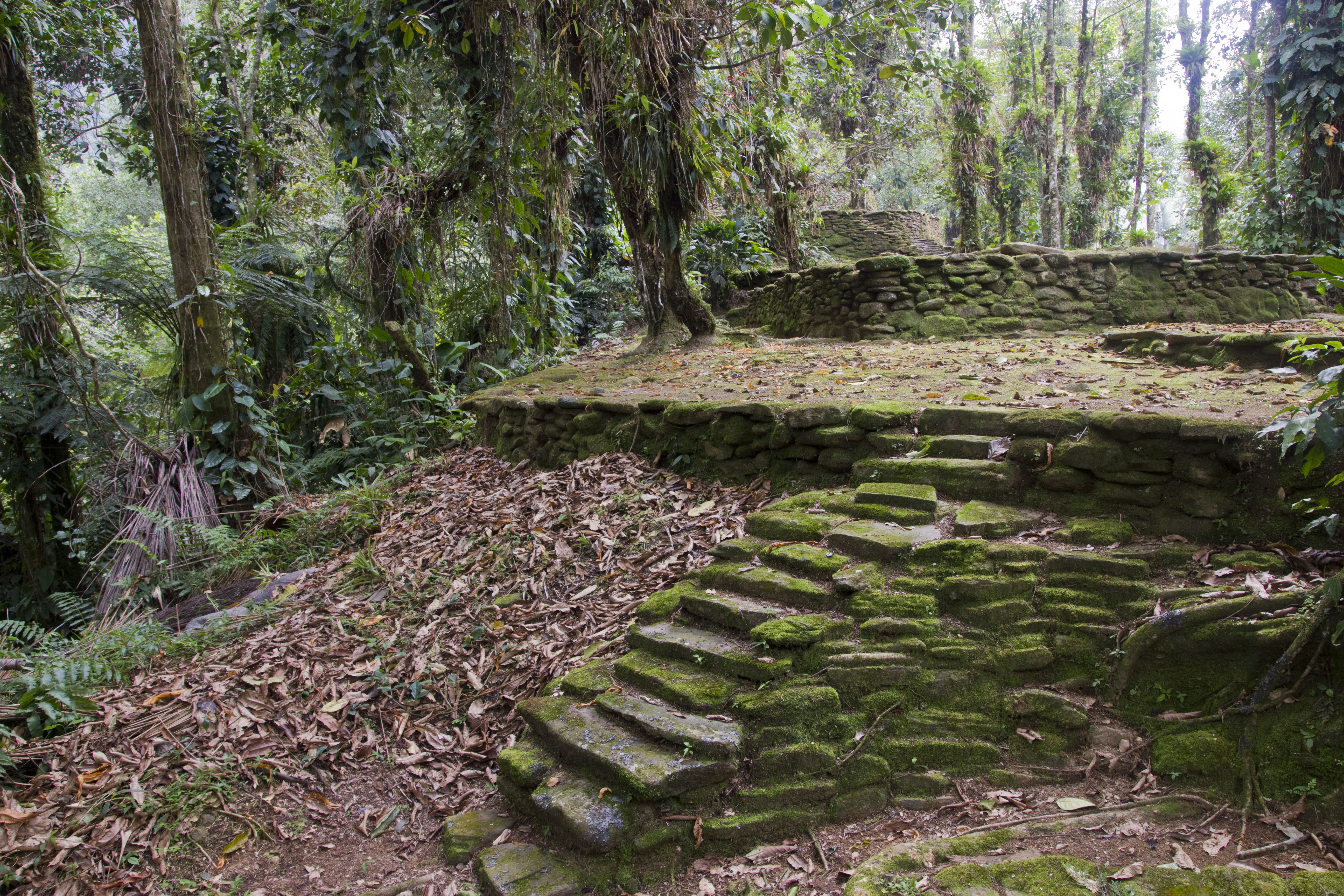
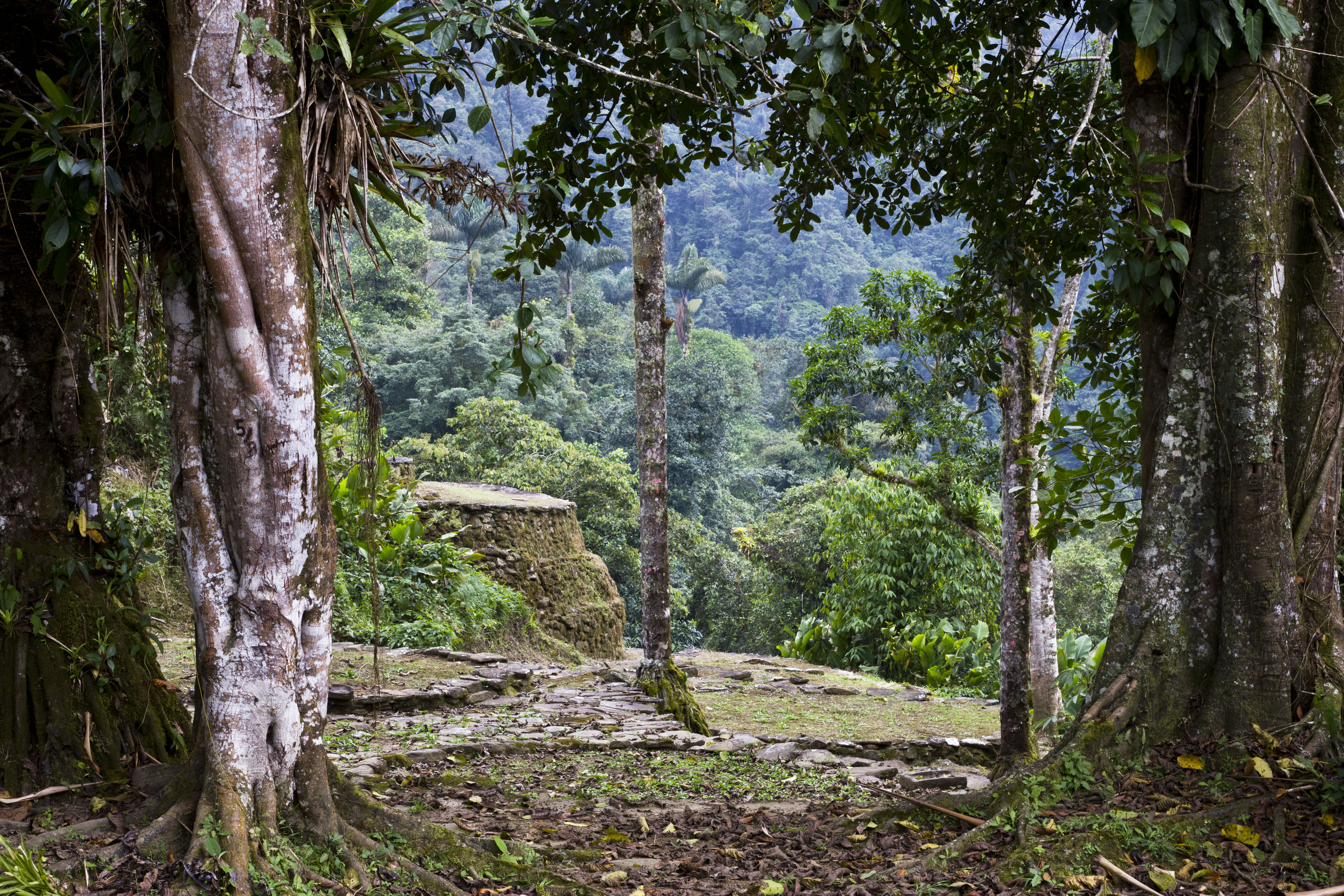